# Havesnegl
Havesneglen (Cepaea hortensis) er en landlevende lungesnegl, der fortrinsvis er udbredt i Europa. I Danmark er den almindelig i udkanten af skove samt i krat, parker og haver, langs grøfter, åer og ved søer.

## Udseende
Den bliver her i landet 18–21 mm bred og 12-15 mm høj. Skallens udseende varierer både med hensyn til farve og form. Oftest er den gullig eller rødlig med op til 5 spiralbånd eller helt uden bånd. Den ligner meget den nært beslægtede lundsnegl, men den lidt større lundsnegl har i reglen brun mundingsrand på skallen, mens den er hvid hos havesneglen.

## Levevis
Havesneglen lever af både friske og rådnende planter. Parringen foregår især i maj-juni. Omkring 20-30 æg lægges som regel i et lille gravet jordhul. Ungerne kommer frem efter cirka 20 dage. De unge dyr har en skal med tydelig navle.
Som mange andre snegle bevæger havesneglen sig ved at lægge et lag af slim, som den "maver" sig hen over ved at spænde og løsne muskler i sin fod.

## Billeder
- Havesneglens skal
- Et møde mellem to havesnegle